# كارلوس دوك
كارلوس دوك هو سياسي بنمي، ولد في 12 مارس 1930 في مدينة بنما في بنما، وتوفي في 31 أكتوبر 2014. نشط حزبياً في Democratic Revolutionary Party ‏.